# Andy Tennant
Andy Tennant (Chicago, Estados Unidos, 1955) es un director de cine, director de televisión, guionista y bailarín estadounidense. 

## Biografía
A pesar de haber nacido en Chicago, Tennant creció en Flossmoor (Illinois). Su padre fue Don Tennant, un publicista afamado que trabajó en la agencia de publicidad Leo Burnett Agency en Chicago. Se graduó en Homewood-Flossmoor High School en 1973. Estudió teatro en la Universidad del Sur de California. Está casado con Sharon Johnson-Tennant, con quien tiene cuatro hijos, incluyendo trillizos.
Fue parte del cast de la película Grease (1978), como bailarín recurrente.

## Filmografía
- Wild Oats (2016)
- The Bounty Hunter (2010)
- Fool's Gold (2008)
- Hitch (2005)
- Sweet Home Alabama (2002)
- Anna and the King (1999)
- Ever After: A Cinderella Story (1998)
- Fools Rush In (1997)
- It Takes Two (1995)

## Trabajos como director de televisión
- Sliders
- South of Sunset
- The Adventures of Brisco County, Jr. (dos episodios)
- The Amy Fisher Story
- Desperate Choices: To Save My Child
- General Hospital: Night Shift (un episodio)
- Parker Lewis Can't Lose (cinco episodios)
- Todo en un día
- The Wonder Years (episodios "Heart Break" y "Math Class")